# Grundschrift

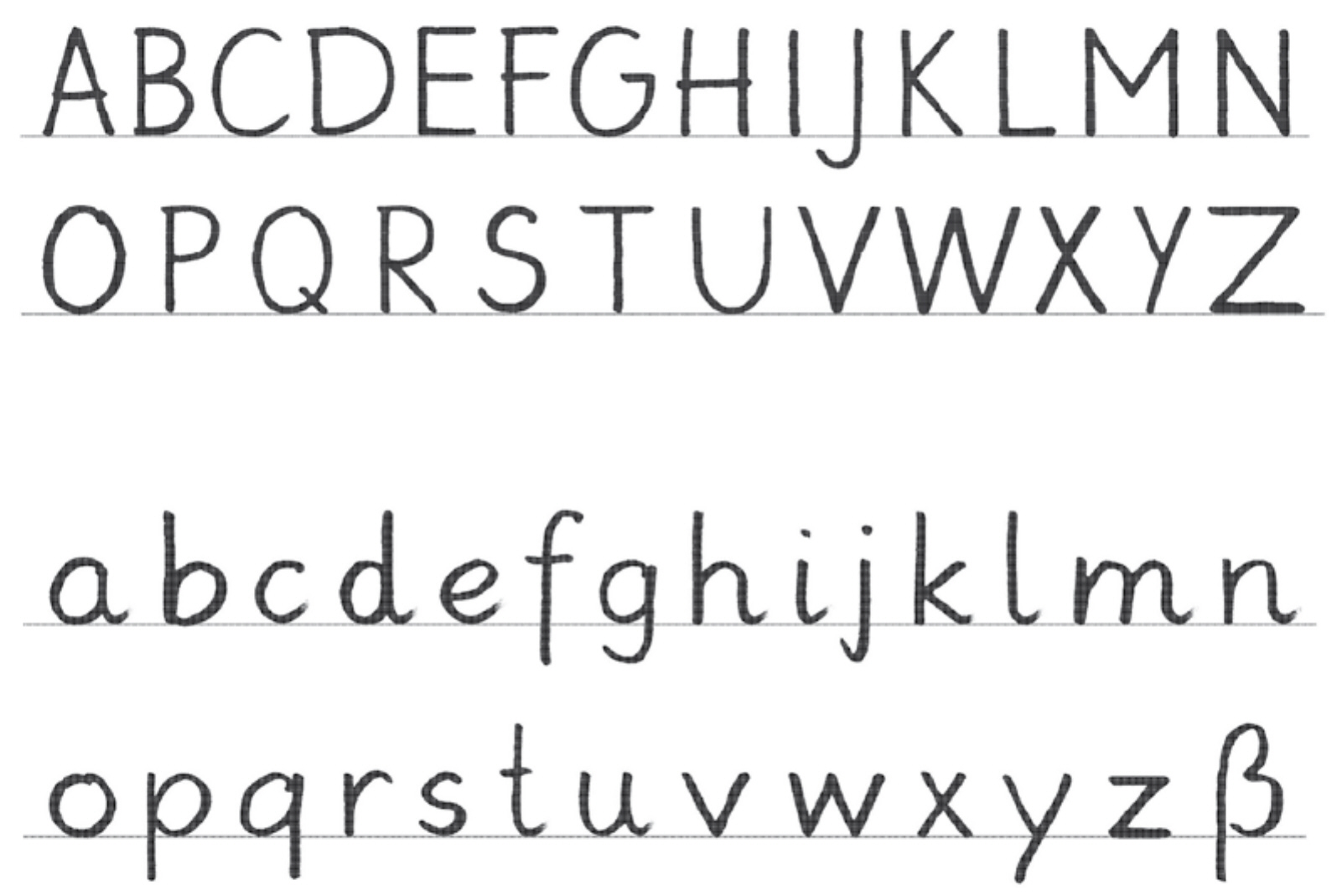
Lettres en Grundschrift de Hambourg

La Grundschrift (écriture de base en allemand) est une forme simplifiée d’ écriture manuscrite adoptée par les écoles de Hambourg, et elle est actuellement approuvée par l'Union nationale allemande des instituteurs.
Si elle est adoptée au niveau national, il remplacerait les trois cursives allemandes différentes actuellement enseignées dans les écoles : la Lateinische Ausgangsschrift (de) (introduite en 1953), la Schulausgangsschrift (de) (1968) et la Vereinfachte Ausgangsschrift (de) (1969), et elle offrirait un système standardisé d’écriture manuscrite au système scolaire allemand.
Les lettres Grundschrift sont écrites séparément, comme dans une écriture scripte, par opposition à une écriture cursive dans laquelle les lettres sont jointes dans un mouvement fluide.

## Critiques
L’un des critiques les plus importants de la Grundschrift est Ute Andresen. Cet ancien président de la Société allemande pour la lecture et l’écriture (1999 à 2002) soutient que « les enfants ne peuvent pas apprendre à écrire par eux-mêmes ». L’introduction de la Grundschrift signifierait l’abolition de l’écriture cursive. C’est pour lui « mettre en danger une technique culturelle, la capacité d’écrire avec une écriture  commune lisible ». Andresen contredit dans l’interview de Frankfurter Allgemeine Zeitung la déclaration du Grundschulverband selon laquelle le Grundschrift est une orthographe connectée. « C’est faux. La Grundschrift est une écriture modulaire, ce qui signifie que les lettres sont juxtaposées. » Andresen est soutenu par l’écrivain Cornelia Funke : « Maîtriser une écriture non cursive ne suffit pas pour l’écriture, à mon avis. Elle n’est pas fluide comme une cursive et est donc beaucoup plus lente. Une écriture fluide, en revanche, favorise le flux de la pensée - et en même temps est si individuelle qu’elle est propre à chacun. » 
Dans une série d’articles pour le TAZ, Andresen a déjà souligné que l’apprentissage d’une écriture cursive est un processus d’apprentissage fondamental pour chaque enfant. Ne pas apprendre une écriture manuscrite cursive augmente le risque d’une mauvaise éducation. De cette manière, il partage la position de Wilhelm Topsch (de) contre la Vereinfachte Ausgangsschrift (de). Le scientifique de l’éducation d’Oldenburger a démontré en 1996 qu’il n’y avait pas d’autres rapports scientifiques en faveur de l’introduction de cette écriture dans les années 1970 que ceux de leur inventeur Heinrich Grünewald,,.

## Voir également
- Kurrent
- Sütterlin